# Жак Бенињ Босије
Жак Бенињ Босије (фр. Jacques-Bénigne Bossuet; 1627 — 1704) је био француски класицистички књижевник и католички свештеник.

## Биографија
Рођен је у Дижону, у Бургундији, у породици високих чиновника. Стекао је темељно теолошко и опште образовање. Веома рано су дошле до изражаја њеогове говорничке способности. Са свега 16 година својом беседом је задивио све присутне у салону Рамбује. Године 1649. постаје доктор теологије, а за свештеника је рукоположен 1652. У црквеној служби истицао се вредношћу и упорношћу, посебно као проповедник. Бискуп постаје 1669, а већ следеће године изабран је за престолонаследниковог учитеља. Ову дужност вршио је до 1680. године и у том периоду, између осталог, састављао је и низ расправа и уџбеника за свог славног, али не много способног, ученика. Последње године свог живота Босије проводи у интезивном раду на учвршћивању католичке вере и цркве и на теолошким расправама са протестантима и квијетистима.

## Теолог
Босије је био тврд и непоколебљив догматичар, бранећи чистоту католичке вере од свих савремених јереси и опасности. Поред протестантизма и квијетизма, он је брани и од уметности, пре свега позоришта, у коме види недовољно јасно исказану моралну поуку, ако је уопште и има. Изговорене поводом верских празника, Босијеове проповеди представљају напор да се „чиста јеванђеоска мисао“ претвори у реч. За разлику од Паскала, који тражи истину у стању грча и грознице, борећи се против сумње и разума, Босије је савршено спокојан и најдубље уверен да живи у јединој могућој вери и спознаји правих истина. Као св. Тертулијан, и он „верује, јер је бесмислено“ - оно у шта верује превазилази могућности људског ума својом величином и бескрајношћу.
Поред проповеди, Босије је написао и велики број посмртних беседи, изговорених после смрти црквених достојанственика и знаменитих личности са двора Луја XIV: опатице Јоланде де Монтерби (1656), Ане Аустријске, краљеве мајке (1667), Анријете Енглеске (1670), Марије Терезе, краљеве жене (1683), војсковође Кондреа (1687) и других. И ове беседе су испуњене моралним поукама, размишљањима о људској судбини, таштини, ништавности и једнакости пред богом и сиромашних и богатих, моћних и слабих. Судећи о свему увек само са гледишта надмоћне вере и цркве, без икаквих личних расположења, он је у овим беседама био строг, чак и према оним личностима за које су били резервисани само ласкање и хвалоспеви. У том погледу, Босије донекле одскаче у времену у ком је живео.
Своје проповеди је брижљиво и стрпљиво писао, али није их никад објављивао. То су учинили његови потомци, 68 година након његове смрти.
Као учитељ престолонаследника, Босије је и теоретичар апсолутне монархије у делима Расправа о општој историји (1670) и Политика на основу Светог писма (1709).

## Књижевник
У Босијеовим списима све је подређено основној идеји о богу. У њима је све симетрично, складно, једноставно и узвишено. И поред тога, кроз спољашњу форму, идејно хладну и мрачну, пробија се снага Босијеовог снажног лирског темперамента. Трудећи се да буде строг теолог, он је често и надахнути песник. Многе реченице звуче као поезија пуна ритма, алитерација, асонанци, унутрашњих рима. Реагујући на вест о смрти Анријете Енглеске, Босије у својој беседи, у само једној реченици даје широку скалу осећања, од изненађења, преко страха, све до неке дубоке помирености са смрћу, са безначајношћу појединца у „божанској архитектури“: „Одједном, као гром, груну грозна вест: Госпођа умире. Госпођа је мртва већ.“ У овој слици огледа се синтеза идеологије и уметности, Босијеа-теолога и Босијеа-песника.